# Канаста
Канаста (від іспанського canasta: кошик) — карткова гра для 4-х осіб, які діляться на 2 команди; існують також варіанти для двох, трьох, п'яти або шести осіб.
Винахідником гри називають уругвайця Філіпа Е. Орбанеса (Philip E. Orbanes), адвоката, який разом із своїм партнером з бриджу, архітектором Альберто Серрато (Alberto Serrato), в 1939 році у Монтевідео придумав гру Canasta.
Виникнувши на початку 1940-х років в Південній Америці, канаста швидко поширилася в Уругваї та Аргентині. Жозефіна Артаєта де Віль (Josefina Artayeta de Viel) привезла цю гру в Нью-Йорк, і через США гра потрапила у Велику Британію а потім далі на територію Європи. В 50-х роках разом з бриджем канаста стала однією з найбільш розповсюджених карточних ігор.
Протягом кількох років виникла велика кількість варіацій гри, найвідоміший різновид — Samba-Canasta, з трьома пакетами. Нижче приведений опис гри опирається на Official Canasta Laws, який був сформульований у 1949/51р.р. у відомому нью-йоркському Regency Whist Club разом з експертами з Південної Америки та опублікований National Canasta Laws Commissions США та Аргентини.

## Правила гризгідно з Official Canasta Laws des Regency Whist Club New York

### Мета
Метою гри є досягнути максимальної кількості балів через викладення комбінацій рівнозначних карт, і зокрема так званої канасти (Canasta). Одна партія гри Canasta складається з багатьох окремих ігор, і закінчується, як тільки одна із сторін набрала 5.000 або більше балів.

### Підготовка
Перед початком партії визначаються команди; кожен гравець витягає по карті. Гравці з двома вищими картами утворюють команду проти гравців з двома нижчими.
Якщо два або більше гравців витягнули однакові карти, тоді діє відома послідовність мастей з бриджу, тобто хреста вважається найнижчою мастю (♣), потім йде бубна (♦), черва (♥) і піка (♠).
Гравець з найбільшою картою буде починати першу гру; його партнер сидить навпроти нього; його сусід справа роздає карти для першої гри. Право роздачі переходить від гри до гри за годинниковою стрілкою.
Роздаючий мішає карти, дає зняти, і роздає; кожен гравець отримує по 11 карт. Карти що залишилися (прикуп), кладуться колодою, сорочкою доверху, в центрі стола. Найвища карта прикупу відкривається і кладеться поряд з прикупом. Якщо ця карта — джокер, двійка, червона або чорна трійка, то з прикупу відкривається нова карта і кладеться на попередню відкриту, це робиться до тих пір, поки не викладеться карта значенням від 4 до туза.

### Червоні трійки
Якщо при роздачі, або пізніше, при купівлі з прикупу гравець отримує червону трійку, він кладе її відкритою перед собою і бере із прикупу карту на заміну. За червону трійку, яка купується з пакетом (див.  Купівля пакету), не береться карта на заміну.
При підрахунку вартості гри кожна червона трійка додає 100 очок, якщо команда викладала комбінації в цій грі, або віднімає 100 очок, якщо команда не змогла зробити перший мельдунок. Якщо команда виклала всі 4 червоні трійки, то вони оцінюються загальними 800 очками (плюс або мінус в залежності від описаних вище умов). Якщо в когось залишилася червона трійка на руках, то в кінці гри йому віднімаються 500 очок, при умові що гравець робив хоча б один хід.

### Карти і їх оцінка
Canasta грається колодою із 108 французьких карт (дві колоди по 52 карти плюс 4 джокери).
Карти оцінюються так:
| Справжній джокер                                           | 50 очок |
| Тузи, двійки                                               | 20 очок |
| Королі, дами, валети, десятки, дев'ятки, вісімки           | 10 очок |
| Сімки, шістки, п'ятірки, четвірки, чорні трійки (♠ 3, ♣ 3) | 5 очок  |

Червоні трійки (♥ 3, ♦ 3) оцінюються окремо (див вище).
Джокери і двійки називаються «вайлдкартами» (wildcard), червоні трійки — «преміальними картами», чорні трійки — так звані блокуючі карти, карти від четвірки до туза називають звичайними картами.
Для гри в Канасту існують також спеціальні колоди карт, з надрукованими на них значеннями очок.

### Гра
Коли гравець отримує хід, він починає свою гру, або взявши верхню карту з прикупу, або взявши верхню карту з стопки викладених карт, так званого Пакету, іспанською мовою Pozo (див. Купівля пакету). Потім він може викладати карти (мельдувати), і закінчує хід, відкладаючи карту в Пакет.

### Викладення комбінацій (Мельдування)
В грі Canasta дозволені тільки викладення комбінацій (мельдування) з однорангових карт: викладена комбінація (мельдунок) повинна складатися з мінімум 3-х карт; при цьому вона повинна містити як мінімум 2 звичайні карти і може містити максимум 3 вайлдкарти.
Мельдунок з семи однорангових карт називають канастою (Canasta). Якщо канаста містить вайлдкарти, то це є мішана канаста, вона оцінюється в 300 очок. Якщо канаста складається з семи звичайних карт, то тут мова йде про чисту канасту, яка преміюється 500-а очками.
Гравець може докладати наступні карти до своїх мельдунків, а також мельдунків свого партнера, але не може докладати карт до мельдунків команди суперника.
Викладена карта не може бути більше взята в руки; також не дозволяється пересувати вайлдкарти з одного мельдунку в інший.

### Перший мельдунок
При першому викладені замельдовані карти повинні досягти визначеного мінімального значення. Цей ліміт визначається в залежності від стану цілої партії.
| Очки за партію        | Ліміт для першого мельдунку |
| до 0 очок             | 15 очок                     |
| Від 0 до 1495 очок    | 50 очок                     |
| Від 1500 до 2995 очок | 90 очок                     |
| Від 3000 до 4995 очок | 120 очок                    |

При цьому якщо гравець на початку ходу взяв верхню карту з пакету, а не з прикупу, треба взяти до уваги наступне. Для першого мельдунку може бути використана тільки верхня карта пакету. Інші карти для першого мельдунку мають бути присутні в гравця на руках, і викладатися звідти. Лише після того гравець повинен забрати решту карт пакету.
Очки преміювання за червоні трійки або канасту (див.  Розрахунок результату гри) не враховуються при розрахунку карт для першого викладення.

### Купівля пакету
Якщо гравець має на руках дві карти того самого значення, як верхня карта в пакеті, він може замельдувати їх разом з верхньою картою пакету і забрати решту карт з пакету в свою колоду.
Якщо його команда ще не зробила першого мельдування, то гравець, ще до того, як він візьме інші карти пакету, можливо ще повинен замельдувати решту карт, щоб виконати вимоги ліміту першого викладення.
Якщо його сторона вже зробила перший мельдунок і пакет не є заморожений (див.  Блокування і замороження пакету), то гравець може купити пакет також тоді, коли він може замельдувати верхню карту пакету разом з однією одноранговою до неї картою з його руки і однією вайлдкартою, або він може докласти верхню карту до вже існуючого мельдунку.
Гравець, який має на руках тільки одну карту, не можу купити пакет, якщо він містить тільки одну карту.

### Чорні трійки
Особливе значення в цій грі мають чорні трійки. З трійок не можна утворити канасту. Під час гри їх не можна викладати в мельдунках. Це дозволено лише в заключному мельдунку. При цьому не дозволена комбінація з «вайлдкартами»/джокерами.
Основне призначення цих карт — це є блокуючі карти.
Протягом гри неодноразово можна потрапити в ситуацію, коли можна скидати тільки ті карти, які дуже потрібно наступному гравцеві, тобто супернику. Щоб, наприклад, не дозволити скласти йому з допомогою цих карт канасту або вийти з гри, можна використати чорну трійку — ця дія заблокує пакет для наступного гравця. Оскільки трійки не можна мельдувати протягом гри, відповідно скинута в пакет трійка не може бути взята наступним гравцем.
Як тільки зверху пакета кладеться інша, ніж чорна трійка, карта, весь пакет знову стає доступним (виняток: пакет містить «вайлдкарту» або джокер, тобто є замороженим).
Якщо чорні трійки викладаються заключним мельдунком, то їхня вартість становить 5 очок, як і у випадку з малими картами.

### Блокування і замороження пакету

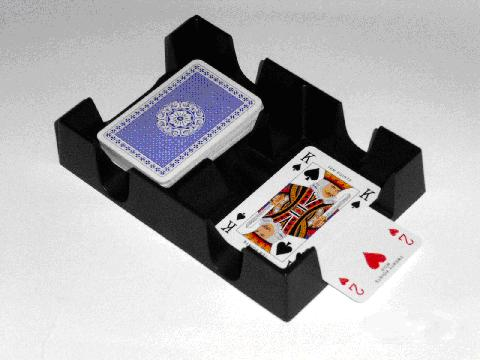
Назва гри Canasta (іспанською: кошик) походить від того, що всі карти прикупу і пакету кладуться в так звану карточний кошик (Canasta tray). На цьому малюнку Пакет містить вайлдкарти і тому є замороженим.

Якщо гравець викладає в пакет чорну трійку або вайлдкарту, то наступний гравець не може купити пакет, він є заблокованим.
Якщо пакет містить вайлдкарти або червону трійку, що може статися при роздачі, тоді пакет є замороженим. Щоб показати, що пакет є замороженим, викладена вайлдкарта або червона трійка при роздачі повертаються перпендикулярно пакету.
Якщо пакет є замороженим, то гравець може купити його тільки тоді, коли він має на руках дві карти того ж рангу, що верхня карта в пакеті і мельдує їх разом в цією верхньою картою (див.  Купівля пакету).

### Повне викладення
Якщо команда вже утворила як мінімум одну канасту, то гравець має право на повне викладення, замельдувавши всі карти, які залишилися в нього на руках. Гравець, який має право викластися, може викласти карти, але не зобов'язаний цього робити.
Якщо гравець хоче викластися, він повинен запитати свого партнера: «Чи можу я викластися?» Відповідь партнера є для нього зобов'язуючою.
Чорні трійки можуть мельдуватися тільки під час повного викладення; але їх не можна комбінувати з вайлдкартами.

За викладення відповідна команда отримує 100 очок.

### Приховане викладення
Якщо гравцеві вдається, утворити в себе на руці канасту і повністю викласти свою «руку» власними мельдунками одним ходом, тобто без попередніх мельдунків, то він преміюється за викладення не 100-а очками, а 200-а. При прихованому викладенні лімітація для першого викладення відміняється.
Якщо гравець купує пакет і на тому ж ході викладається, не робивши перед тим мельдунків і не докладавши перед тим до мельдунків партнера, то це також вважається прихованим викладенням. Якщо при цьому мова йде про перше викладення, то лімітація для першого викладення все ж таки зберігається.
Приховане викладення деколи називають також ручною канастою (Hand-Canasta).

### Остання карта прикупу
Якщо гравець бере останню карту прикупу і відкладає карту в пакет, не зробивши повного викладення, тоді
- Наступний гравець повинен купити пакет, якщо він може докласти верхню карту до мельдунку (Forcing), хіба що пакет є замороженим,
- Він може купити пакет, допускаючи що він має на це право.

Гра закінчується, як тільки гравець не може або не хоче взяти карту з пакету. Якщо гра закінчується через недостатність карт, то премія за викладення пропадає.
Якщо гравець купує останню карту з прикупу і це є червона трійка, то гра закінчується відразу, бо він не може взяти карту-заміну: з цього моменту гравець не може ні мельдувати ні скидати карти в пакет.

### Розрахунок результату гри
Плюсовими очками є
- Премії за червоні трійки, якщо команда зробила перший мельдунок: 100 очок за кожну червону трійку, 800 очок за всі червоні трійки.
- Премії за канасту: 300 очок за кожну мішану канасту, 500 очок за кожну чисту канасту
- Премії за викладення (100 очок) або приховане викладення (200 очок)
- Очки за всі замельдовані карти (включаючи карти, які входять в канасти).

Мінусовими очками є очки за червоні трійки, якщо не було зроблено першого мельдунку, а також за всі карти, які ще залишилися на руках.

### Закінчення партії
Плюсові чи мінусові очки за кожну гру додаються; партія закінчується за тією грою, в якій одна, а можливо і обидві команди набрали 5.000 або більше очок.

### Гра на дві або 3 особи
Канасту також можна грати на двох або на трьох: при старті на двох кожен гравець отримує по 15 карт, при старті на 3-х — по 13 карт. Не утворюються команди, кожен гравець грає тільки за себе.